# توريميجايا
بلدية توريميجايا (بالإسبانية: Torremejía)‏, هي إحدى بلديات مقاطعة بطليوس, التي تقع في منطقة إكستريمادورا, والتي تقع في غرب إسبانيا.
يبلغ عدد سكانها 2.091 نسمة وفقاً لإحصائية سنة (2002).